# Batalla de Port Arthur
La Batalla de Port Arthur (旅順 口 海 戦 Ryojunkō Kaisen?) del 8 al 9 de febrero de 1904, marcó el comienzo de la Guerra ruso-japonesa (1904-1905). Esta se inicio con un ataque nocturno sorpresa de un escuadrón de destructores de la Armada Imperial Japonesa contra la flota Rusa (un país hasta entonces  neutral), la que se hallaba anclada en  Port Arthur, Manchuria. Al día siguiente continuó con la Batalla de Chemulpo, Corea (hoy Inchon, Corea del Sur), que en realidad terminaría siendo una auténtica masacre perpetrada a traición por los japoneses que tenían una ventaja numérica de nueve barcos de guerra contra dos de los rusos (hubo 222 bajas rusas, contra ninguna japonesa), quienes los acribillaron, mientras estos salían de este puerto, que era un puerto neutral (y en donde, por las leyes de guerra, no se podía entablar combate, a menos que fuera en una situación de autodefensa, lo que no había sido en el caso de los japoneses, pues, ellos eran los agresores). Las escaramuzas en Port Arthur, continuarían hasta mayo de 1904. El ataque terminó sin resultados concluyentes, aunque la guerra en general, acabó en una decisiva victoria japonesa.

## Fondo
La etapa inicial de la Guerra ruso-japonesa comenzó con un ataque preventivo de la Armada imperial japonesa contra la Flota rusa del Pacífico con base en  Port Arthur y en  Chemulpo. El plan inicial de Almirante Tōgō era lanzarse sobre Port Arthur con la 1ra División de la Flota Combinada, que constaba de los seis acorazados pre-dreadnought  Hatsuse, Shikishima, Asahi, Fuji, y Yashima, liderada por el buque insignia Mikasa, y la 2da División, que consistía en el crucero blindado
Iwate, Azuma, Izumo, Yakumo y Tokiwa. Estas naves capitales y cruceros fueron acompañadas por unos 15 destructores y alrededor de 20 torpederos más pequeños. En la reserva estaban los cruceros Kasagi, Chitose, Takasago y Yoshino. Con esta fuerza grande, bien entrenada y bien armada, y la sorpresa de su lado, el Almirante Tōgō esperaba dar un golpe aplastante a la flota rusa poco después de la ruptura de las relaciones diplomáticas entre los gobiernos japonés y ruso.

### Batalla del 9 de febrero de 1904

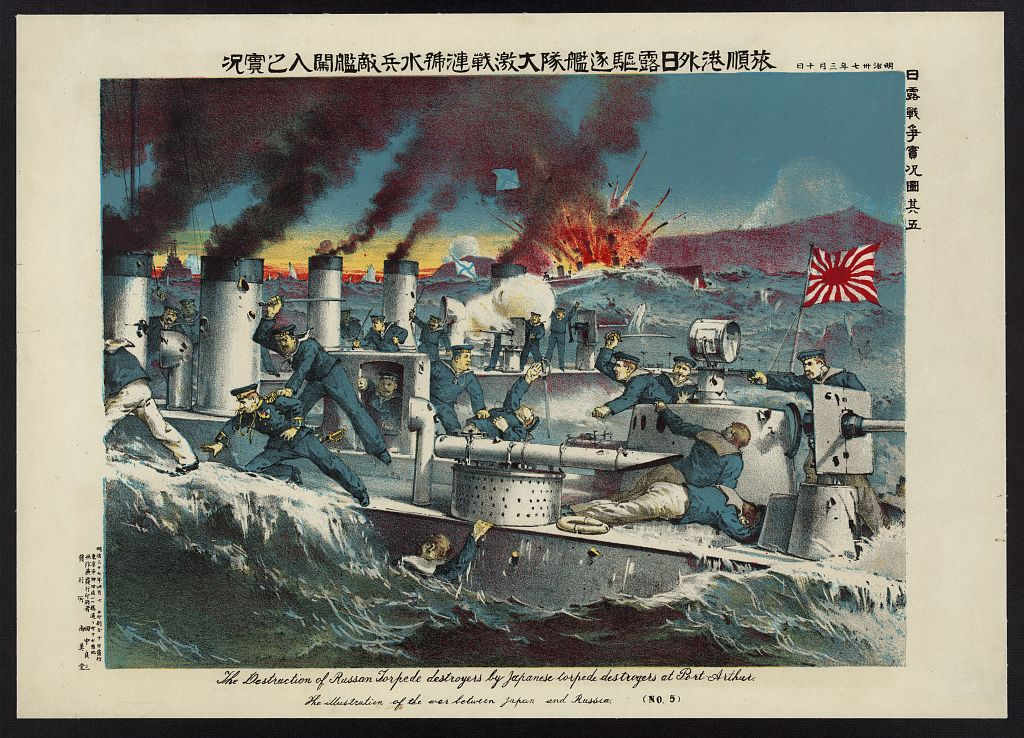
Ilustración de la destrucción de destructores rusos por destructores japoneses en Port Arthur.

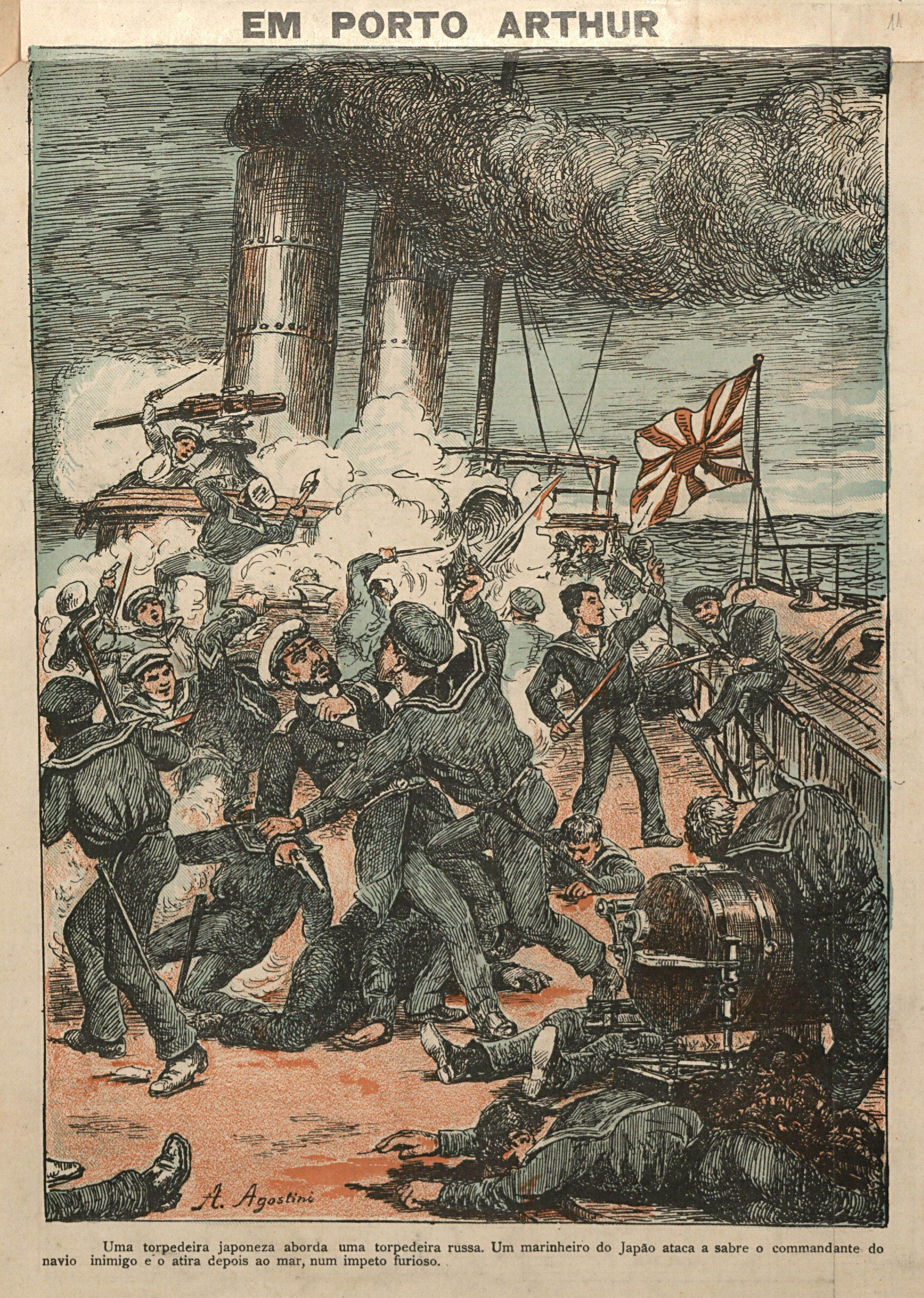
Un torpedero japonés aborda a un torpedero ruso. Un marinero japonés ataca con un sable al comandante del barco enemigo y luego lo arroja al mar en un impulso furioso (Angelo Agostini, O Malho, 1904).

Después del ataque nocturno, el Almirante Tōgō envió a su subordinado, Vicealmirante Dewa Shigetō, con cuatro cruceros en una misión reconocimiento a las 08:00 para investigar el anclaje de Port Arthur y evaluar el dañar. A las 09:00, el almirante Dewa estaba lo suficientemente cerca como para distinguir a la flota rusa a través de la niebla de la mañana. Observó 12 acorazados y cruceros, tres o cuatro de los cuales parecían estar mal listados o encallados. Las embarcaciones más pequeñas fuera de la entrada del puerto estaban en aparente desorden. Dewa se acercó a aproximadamente 7500 yardas (6900 m) del puerto, pero como no se tomó nota de los barcos japoneses, estaba convencido de que el ataque nocturno había paralizado con éxito la flota rusa, y se apresuró a informar al Almirante Tōgō. Sin saber que la flota rusa se estaba preparando para la batalla, Dewa instó al Almirante Tōgō a que el momento fuera extremadamente ventajoso para que la flota principal atacara rápidamente. Aunque Tōgō hubiera preferido atraer a la flota rusa lejos de la protección de las baterías de la costa, las conclusiones erróneamente optimistas de Dewa significaron que el riesgo estaba justificado. El almirante Tōgō ordenó a la Primera División atacar el puerto, con la Tercera División en reserva en la retaguardia. Al acercarse a Port Arthur, los japoneses se encontraron con el  crucero ruso Boyarin, que estaba de patrulla. El Boyarin disparó contra el Mikasa a gran distancia, luego se dio la vuelta y huyó. Alrededor de las 12:00, en un rango de aproximadamente 5 millas, comenzó el combate entre las flotas japonesa y rusa. Los japoneses concentraron el fuego de sus armas de 12" en las baterías de la orilla mientras usaban sus 8" y 6" contra los barcos rusos. Los disparos fueron deficientes en ambos lados, pero los japoneses dañaron severamente el  Novik ,  Petropavlovsk  , Poltava, Diana y Askold. Sin embargo, pronto se hizo evidente que el Almirante Dewa había cometido un error crítico; los rusos se habían recuperado del ataque inicial del destructor, y sus acorazados tenían vapor. arriba. En los primeros cinco minutos de la batalla,  Mikasa  fue alcanzado por un proyectil rebotando, que estalló sobre ella, hiriendo al ingeniero jefe, el teniente de la bandera, y otros cinco oficiales y hombres, destrozando el puente de popa.
A las 12:20, el almirante Tōgō decidió revertir el curso y escapar de la trampa. Fue una maniobra muy arriesgada que expuso a la flota a la peor parte de las baterías de la costa rusa. A pesar de los fuertes disparos, los acorazados japoneses completaron la maniobra y rápidamente se retiraron del alcance. El  Shikishima ,  Mikasa ,  Fuji  y  Hatsuse  sufrieron daños, recibiendo 7 impactos entre ellos. También se hicieron varios impactos en el Almirante los cruceros de Kamimura Hikonojō cuando llegaron al punto de inflexión. A cambio, los rusos habían recibido unos 5 impactos, distribuidos entre los acorazados  Petropavlovsk ,  Pobeda ,  Poltava  y el  Sebastopol . Durante este mismo tiempo, el crucero  Novik  se había cerrado dentro de 3300 yardas (3000 m) de los cruceros japoneses y lanzó una salva de torpedos. Todos fallaron, aunque el "Novik" había recibido un severo impacto de proyectil debajo de la línea de flotación

## Consecuencias

### Resultado
Aunque la batalla naval de Port Arthur no había provocado grandes pérdidas en buques de guerra, la AIJ había sido expulsada del campo de batalla por el fuego combinado de los acorazados rusos y las baterías de tierra, lo que les atribuía una victoria menor. . Los rusos se llevaron 150 bajas, contra alrededor de 90 para los japoneses. Aunque no se hundió ningún barco en ninguno de los lados, varios sufrieron daños. Sin embargo, los japoneses tenían instalaciones de reparación de barcos (dique seco) en  Sasebo con las cuales hacer reparaciones no ofrecia muchas dificultades, mientras que la flota rusa tenía una capacidad de reparación de sus barcos, muy limitada en Port Arthur.
Era obvio que el almirante Dewa no había logrado llevar su reconocimiento lo suficientemente cerca, y que una vez que la verdadera situación fue evidente, la objeción del almirante Tōgō de enfrentarse a los rusos bajo sus baterías de la orilla estaba justificada.
La declaración de guerra formal entre Japón y Rusia se emitió el 10 de febrero de 1904, un día después de la batalla. El ataque, llevado a cabo contra un poder neutral en gran medida sin pretensiones y sin preparación en tiempos de paz, se ha comparado ampliamente con el ataque a Pearl Harbor de 1941.
En 1907, la  Second Hague Conference adoptó disposiciones sobre los derechos y deberes de las potencias neutrales en tierra y mar, que prohíbe a las naciones cometer actos de hostilidad contra países o personas neutrales, así como exige que se haga una declaración de guerra antes de comenzar el ataque contra un parte destinataria.

### Acciones navales posteriores en Port Arthur, febrero-diciembre de 1904
El jueves 11 de febrero de 1904, el minador ruso Yenisei rusa comenzó a minar la entrada de Port Arthur. Una de las minas se estrelló contra el timón del barco, explotó y provocó el hundimiento del mismo, con la pérdida de 120 de los 200 hombres de la tripulación.  Yenisei  también se hundió con el único mapa que indica la posición de las minas. El Boyarin, enviado para investigar el accidente, también chocó contra una mina y fue abandonado, aunque se mantuvo a flote. Se hundió dos días después después de chocar contra una segunda mina.
El almirante Togo zarpó de Sasebo nuevamente el domingo 14 de febrero de 1904, con todos los barcos excepto el "Fuji". En la mañana del miércoles 24 de febrero de 1904, se intentó hundir cinco viejos buques de transporte para bloquear la entrada a Port Arthur, sellando la flota rusa en el interior. El plan fue frustrado por el "Retvizan", que todavía estaba fuera del puerto. Con la poca luz que había, los rusos confundieron los viejos transportes con acorazados, y un virrey exultante  Yevgeni Alekseyev telegrafió al  Zar de su gran victoria naval. Después de que la luz del día revelara la verdad, se necesitaba enviar un segundo telegrama.
El martes 8 de marzo de 1904, el almirante ruso Stepan Makarov llegó a Port Arthur para asumir el mando del desafortunado almirante Stark, elevando así la moral rusa. Levantó su bandera en el recién reparado "Askold". En la mañana del jueves 10 de marzo de 1904, la flota rusa se lanzó a la ofensiva y atacó al escuadrón japonés de bloqueo, pero con poco efecto. En la noche del 10 de marzo de 1904, los japoneses intentaron una artimaña enviando cuatro destructores cerca del puerto. Los rusos mordieron el anzuelo y enviaron seis destructores en su búsqueda; después de lo cual los japoneses minaron la entrada al puerto y se posicionaron para bloquear el regreso de los destructores. Dos de los destructores rusos fueron hundidos, a pesar de los esfuerzos del almirante Makarov para rescatarlos.
El martes 22 de marzo de 1904, el  Fuji  y el  Yashima  fueron atacados por la flota rusa bajo el almirante Makarov, con lo que el  Fuji  se vio obligado a retirarse a Sasebo para reparaciones. Bajo Makarov, la flota rusa se estaba volviendo más segura y mejor entrenada. En respuesta, el domingo 27 de marzo de 1904, Tōgō nuevamente intentó bloquear Port Arthur, esta vez utilizando cuatro transportes antiguos más llenos de piedras y hormigón. El ataque falló nuevamente ya que los transportes se hundieron demasiado lejos de la entrada al puerto.
El 13 de abril de 1904, Makarov (que ahora había transferido su bandera al "Petropavlovsk") salió del puerto para acudir en ayuda de un escuadrón de destructores que había enviado en reconocimiento al norte a Dalny. Lo acompañaron los cruceros rusos Askold, Diana, y Novik, junto con los acorazados  Poltava ,  Sebastopol ,  Pobeda  y  Peresvet . La flota japonesa estaba esperando, y Makarov se retiró hacia la protección de las baterías de la costa en Port Arthur. Sin embargo, el área había sido minada recientemente por los japoneses. A las 09:43, el "Petropavlovsk" chocó contra tres minas, explotó y se hundió en dos minutos. El desastre mató a 635 entre oficiales y marineros, junto con el almirante Makarov. A las 10:15, el "Pobeda" también quedó paralizado por una mina. Al día siguiente, el almirante Togo ordenó que se izaran todas las banderas a media asta, y que se observara un día de duelo por su adversario caído. Makarov fue reemplazado oficialmente por el Almirante Nikolai Skrydlov el 1 de abril de 1904; sin embargo, Skrydlov no pudo alcanzar su mando debido al bloqueo japonés, y permaneció en Vladivostok supervisando el mando del escuadrón de cruceros de Vladivostok, hasta que fue llamado a San Petersburgo el 20 de diciembre.
El 3 de mayo de 1904, el almirante Togo hizo su tercer y último intento de bloquear la entrada a Port Arthur, esta vez con ocho transportes antiguos. Este intento también fracasó, pero Togo proclamó que fue un éxito, despejando así el camino para que el Segundo Ejército japonés aterrizara en Manchuria. Aunque Port Arthur estuvo también como bloqueado, debido a la falta de iniciativa de los sucesores de Makarov, las pérdidas navales japonesas comenzaron a aumentar, en gran parte debido a las minas rusas. El 15 de mayo, dos acorazados japoneses, el Yashima, de 12.320 toneladas y el Hatsuse de 15.300 toneladas, se hundieron en un campo de minas ruso en Port Arthur después de que ambos chocaran con al menos dos minas cada uno, eliminando un tercio de la fuerza de acorazados de Japón. Fue el peor día para la Armada japonesa durante la guerra.
Otras operaciones navales desde Port Arthur resultaron en dos intentos de ruptura por parte de los rusos. El primero fue el 23 de junio de 1904, y el segundo el 10 de agosto, el último de los cuales resultó en la Batalla del Mar Amarillo, que fue tácticamente no concluyente. Posteriormente, la flota rusa no hizo más intentos de escapar de su puerto, mientras que la flota japonesa dominó las aguas durante la guerra. Pero las minas colocadas por los minadores rusos fueron un problema continuo para la IJN y causaron más pérdidas. El 18 de septiembre de 1904, la cañonera de 2.150 toneladas Heien chocó contra una mina rusa al oeste de Port Arthur y se hundió. El mismo destino tuvo el crucero de 2.440 toneladas Saien el 30 de noviembre en el mismo campo minado, y el 13 de diciembre, el crucero de 4.160 toneladas Takasago se hundió en otro campo minado ruso a unas pocas millas al sur de Port Arthur mientras brindaba apoyo de disparos navales a los ejércitos japoneses que ahora asediaban el puerto.

## Lectura adicional
- Connaughton, Richard (2003). "Sol naciente y oso caído". Cassell ISBN 0-304-36657-9
- Kowner, Rotem (2006).  The Scarecrow Press, ed. Diccionario histórico de la guerra ruso-japonesa. ISBN 0-8108-4927-5.
- Nish, Ian (1985). "Los orígenes de la guerra ruso-japonesa". Longman ISBN 0-582-49114-2
- F. R. Sedwick, (R.F.A.), `` The Russo-Japanese War , 1909, The Macmillan Company, N.Y.
- Schimmelpenninck van der Oye, David (2001), "Hacia el sol naciente: ideologías rusas del imperio y el camino a la guerra con Japón", Northern Illinois University Press, ISBN 0-87580-276-1